# Unione Sportiva Livorno 1924-1925
Questa voce raccoglie le informazioni riguardanti la Unione Sportiva Livorno nelle competizioni ufficiali della stagione 1924-1925.

## Stagione
Nella stagione 1924-1925 il Livorno disputa il girone B del campionato di Lega Nord di Prima Divisione, e per la terza volta consecutiva il campo di gioco di Villa Chayes rimane imbattuto. La dirigenza amaranto torna alla linea "danubiana" ingaggiando l'allenatore ungherese József King che aveva già fatto bene a Pisa e fa faville anche a Livorno, mantenendo la squadra labronica nei quartieri alti della classifica subito a ridosso delle grandi. Un Livorno forte e imbattibile in casa, ma fragile in trasferta, dove subisce otto sconfitte, alcune delle quali molto pesanti. Chiude il torneo al quinto posto con 25 punti, il torneo è stato vinto dal Bologna con 34 punti. Poi il Bologna supera nelle finali di Lega Nord il Genoa, e nelle finali nazionali l'Alba Roma, vincendo il primo scudetto della sua storia. Con un bottino di 19 reti realizzate il labronico Mario Magnozzi vince il titolo di capo cannoniere di questa stagione nella massima serie.

## Divise
La divisa è formata da una maglia amaranto che presenta tre strisce orizzontali, nell'ordine bianco-verde-bianco, con al centro lo stemma della città di Livorno.
| Prima divisa |

## Rosa
| N. |                   | Ruolo | Calciatore            |
| -- | ----------------- | ----- | --------------------- |
|    | Italia (bandiera) | P     | Mario Guarducci       |
|    | Italia (bandiera) | P     | Paolo Lami            |
|    | Italia (bandiera) | P     | Lorenzo Niccolai      |
|    | Italia (bandiera) | D     | Piero Bandini         |
|    | Italia (bandiera) | D     | Ilio Guerrini         |
|    | Italia (bandiera) | D     | Gastone Innocenti     |
|    | Italia (bandiera) | D     | Giovanni Vincenzi     |
|    | Italia (bandiera) | C     | Angelo Albertoni      |
|    | Italia (bandiera) | C     | Alessandro Cucciolini |
|    | Italia (bandiera) | C     | Bruno Giraldi         |
|    | Italia (bandiera) | C     | Sirio Volpi           |
|    | Italia (bandiera) | C     | Renato Nigiotti       |
|    | Italia (bandiera) | C     | Plinio Paolini        |

| N. |                   | Ruolo | Calciatore          |
| -- | ----------------- | ----- | ------------------- |
|    | Italia (bandiera) | C     | Alfredo Pitto       |
|    | Italia (bandiera) | A     | Luigi Allegranti    |
|    | Italia (bandiera) | A     | Aldo Bandini        |
|    | Italia (bandiera) | A     | Valentino Barbini   |
|    | Italia (bandiera) | A     | Gino Collaveri      |
|    | Italia (bandiera) | A     | Mario Del Cittadino |
|    | Italia (bandiera) | A     | Gontrano Innocenti  |
|    | Italia (bandiera) | A     | Mario Magnozzi      |
|    | Italia (bandiera) | A     | Bruno Montelatici   |
|    | Italia (bandiera) | A     | Mario Palandri      |
|    | Italia (bandiera) | A     | Amedeo Santi        |
|    | Italia (bandiera) | A     | Mario Scazzola      |
|    | Italia (bandiera) | A     | Paolo Silvestri     |

## Risultati

### Prima Divisione Nord girone B

#### Girone di andata
| Ferrara 5 ottobre 1924 1ª giornata | SPAL              | 0 – 0 | Livorno | Campo Piazza d'Armi\| Arbitro: \| Bonello (Venezia) \| |
| Arbitro:                           | Bonello (Venezia) |       |         |                                                        |

| 12 ottobre 1924 2ª giornata |  | – Turno di riposo Livorno |  |  |

| Arbitro: | Alfieri (Bologna) |

|                                    |           |             |
| Magnozzi 14’, 55’, 63’ Paolini 43’ | Marcatori | 61’ Borello |

| Arbitro: | Guarnieri (Milano) |

|              |           |  |
| Torriani 90’ | Marcatori |  |

| Arbitro: | Sanguineti (Genova) |

|                           |           |                    |
| Della Valle 66’ Pozzi 75’ | Marcatori | 32’ (aut.) Gasperi |

| Arbitro: | Fontana (Bologna) |

|                   |           |              |
| Magnozzi 55’, 70’ | Marcatori | 15’ Boldrini |

| Arbitro: | Pierallini (Modena) |

|               |           |              |
| Silvestri 20’ | Marcatori | 45’ Cattaneo |

| Arbitro: | Pinasco (Sestri Ponente) |

|                           |           |                          |
| Magnozzi 10’ Scazzola 78’ | Marcatori | 22’ Munerati 47’ Gambino |

| Arbitro: | Salvagno (Venezia) |

|                                                         |           |                              |
| Vincenzi 18’ (aut.) Santagostino 22’ Ostromann 46’, 57’ | Marcatori | 66’ A. Bandini 78’ Silvestri |

| Arbitro: | Pelli (Genova) |

|                                                                    |           |                               |
| Pitto 26’ (rig.), 68’ A. Bandini 34’ Magnozzi 42’, 59’ Paolini 51’ | Marcatori | 7’ Crotti 27’ (aut.) Guiducci |

| Arbitro: | U. Gama (Milano) |

|                                                              |           |                |
| F. Busini 3’ F. Monti 25’, 52’ A. Busini 57’ Zanninovich 86’ | Marcatori | 12’ A. Bandini |

| Arbitro: | Salvagno (Venezia) |

|              |           |           |
| Magnozzi 70’ | Marcatori | 78’ Patti |

| Arbitro: | Livraghi (Milano) |

|                                             |           |                 |
| Silvestri 25’, 75’ Magnozzi 80’ Paolini 85’ | Marcatori | 65’ Agostinelli |

#### Girone di ritorno
| Arbitro: | Dani (Genova) |

|                                            |           |  |
| Pitto 10’ Magnozzi 20’, 26’ A. Bandini 77’ | Marcatori |  |

| 8 febbraio 1925 15ª giornata |  | – Turno di riposo Livorno |  |  |

| Arbitro: | Livraghi (Milano) |

|                                                             |           |              |
| Piccaluga 4’, 57’ S. Rosso 10’ Ceria 44’, 75’ Ardissone 46’ | Marcatori | 30’ Magnozzi |

| Arbitro: | Enrietti (Torino) |

|                                  |           |  |
| Go. Innocenti 17’ A. Bandini 61’ | Marcatori |  |

| Arbitro: | Vagge (Genova) |

|                                |           |                |
| Go. Innocenti 15’ Magnozzi 33’ | Marcatori | 56’, 62’ Perin |

| Arbitro: | Montessoro (Torino) |

|             |           |                   |
| Toselli 25’ | Marcatori | 80’ Go. Innocenti |

| Arbitro: | Sanguineti (Genova) |

|                     |           |                                       |
| Baloncieri 10’, 15’ | Marcatori | 4’ Magnozzi 17’ Silvestri 75’ Paolini |

| Arbitro: | Sanguineti (Genova) |

|                       |           |  |
| Barale 7’ Rosetta 48’ | Marcatori |  |

| Arbitro: | Alfieri (Bologna) |

|                                                    |           |  |
| Magnozzi 20’, 78’ Del Cittadino 53’ A. Bandini 77’ | Marcatori |  |

| Arbitro: | Pinasco (Sestri Ponente) |

|                |           |              |
| Crotti 8’, 87’ | Marcatori | 27’ Magnozzi |

| Arbitro: | Massa (Torino) |

|                                 |           |  |
| Silvestri 44’ Go. Innocenti 61’ | Marcatori |  |

| Arbitro: | Bistoletti (Milano) |

|            |           |              |
| Roggia 30’ | Marcatori | 48’ Magnozzi |

| Arbitro: | Montessoro (Torino) |

|                                                 |           |  |
| A. Prosperi 18’, 79’ Preuss 28’ I. Prosperi 77’ | Marcatori |  |

## Statistiche

### Statistiche di squadra
| Competizione                           | Punti | In casa | In casa | In casa | In casa | In casa | In casa | In trasferta | In trasferta | In trasferta | In trasferta | In trasferta | In trasferta | Totale | Totale | Totale | Totale | Totale | Totale | DR |
| Competizione                           | Punti | G       | V       | N       | P       | Gf      | Gs      | G            | V            | N            | P            | Gf           | Gs           | G      | V      | N      | P      | Gf     | Gs     | DR |
| -------------------------------------- | ----- | ------- | ------- | ------- | ------- | ------- | ------- | ------------ | ------------ | ------------ | ------------ | ------------ | ------------ | ------ | ------ | ------ | ------ | ------ | ------ | -- |
| Prima Divisione (girone B - Lega Nord) | .     | 12      | .       | .       | .       | ..      | ..      | 12           | .            | .            | .            | ..           | ..           | 24     | 9      | 7      | 8      | 45     | 41     | +4 |
| Totale                                 | .     | 12      | .       | .       | .       | ..      | ..      | 12           | .            | .            | .            | ..           | ..           | 24     | 9      | 7      | 8      | 45     | 41     | +4 |